# Grand Prix moto du Portugal 2005
Deuxième épreuve du championnat du monde de vitesse moto 2005, le Grand Prix moto du Portugal 2005, est disputé sur le circuit d'Estoril, du vendredi 15 au dimanche 17 avril 2005.
C'est la septième édition du Grand Prix moto du Portugal.

## Classement final des MotoGP
| Pos. | Pilote           | Constructeur | Temps/Écart     | Grille | Points |
| ---- | ---------------- | ------------ | --------------- | ------ | ------ |
| 1    | Alex Barros      | Honda        | 47 min 14 s 053 | 1      | 25     |
| 2    | Valentino Rossi  | Yamaha       | +2 s 771        | 4      | 20     |
| 3    | Max Biaggi       | Honda        | +6 s 071        | 8      | 16     |
| 4    | Marco Melandri   | Honda        | +29 s 546       | 5      | 13     |
| 5    | Carlos Checa     | Ducati       | +29 s 774       | 3      | 11     |
| 6    | Colin Edwards    | Yamaha       | +44 s 216       | 7      | 10     |
| 7    | Nicky Hayden     | Honda        | +57 s 121       | 9      | 9      |
| 8    | Shinya Nakano    | Kawasaki     | +59 s 847       | 10     | 8      |
| 9    | Loris Capirossi  | Ducati       | +1 min 07 s 718 | 6      | 7      |
| 10   | Rubén Xaus       | Yamaha       | +1 min 22 s 431 | 12     | 6      |
| 11   | Troy Bayliss     | Honda        | +1 min 33 s 529 | 13     | 5      |
| 12   | Kenny Roberts Jr | Suzuki       | +1 min 34 s 051 | 14     | 4      |
| 13   | Roberto Rolfo    | Ducati       | +1 min 35 s 956 | 16     | 3      |
| 14   | Toni Elías       | Yamaha       | +1 min 36 s 492 | 15     | 2      |
| 15   | James Ellison    | Blata        | +2 tours        | 17     | 1      |
| 16   | Shane Byrne      | Proton       | +4 tours        | 18     |        |
| Ret  | Sete Gibernau    | Honda        | Abandon         | 2      |        |
| Ret  | John Hopkins     | Suzuki       | Abandon         | 11     |        |
| Ret  | Franco Battaini  | Blata        | Abandon         | 19     |        |

## Classement final 250 cm3
| Pos  | Pilote            | Constructeur | Temps/Écart     | Grille | Points |
| ---- | ----------------- | ------------ | --------------- | ------ | ------ |
| 1    | Casey Stoner      | Aprilia      | 45 min 36 s 009 | 12     | 25     |
| 2    | Andrea Dovizioso  | Honda        | +0 s 404        | 4      | 20     |
| 3    | Randy de Puniet   | Aprilia      | +0 s 431        | 1      | 16     |
| 4    | Daniel Pedrosa    | Honda        | +2 s 009        | 3      | 13     |
| 5    | Alex De Angelis   | Aprilia      | +2 s 204        | 6      | 11     |
| 6    | Hiroshi Aoyama    | Honda        | +17 s 855       | 7      | 10     |
| 7    | Yuki Takahashi    | Honda        | +17 s 914       | 11     | 9      |
| 8    | Sylvain Guintoli  | Aprilia      | +23 s 910       | 13     | 8      |
| 9    | Sebastian Porto   | Aprilia      | +26 s 407       | 2      | 7      |
| 10   | Jorge Lorenzo     | Honda        | +45 s 921       | 8      | 6      |
| 11   | Hector Barbera    | Honda        | +51 s 533       | 5      | 5      |
| 12   | Jakub Smrž        | Honda        | +56 s 920       | 14     | 4      |
| 13   | Alex Debón        | Honda        | +1 min 04 s 103 | 16     | 3      |
| 14   | Mirko Giansanti   | Aprilia      | +1 min 09 s 512 | 17     | 2      |
| 15   | Martín Cárdenas   | Aprilia      | +1 min 18 s 508 | 26     | 1      |
| 16   | Dirk Heidolf      | Honda        | +1 min 23 s 940 | 21     |        |
| 17   | Simone Corsi      | Aprilia      | +1 min 26 s 950 | 10     |        |
| 18   | Andrea Ballerini  | Aprilia      | +1 min 27 s 179 | 24     |        |
| 19   | Radomil Rous      | Honda        | +1 min 27 s 332 | 19     |        |
| 20   | Gabor Rizmayer    | Yamaha       | +1 tour         | 25     |        |
| 21   | Yves Polzer       | Aprilia      | +1 tour         | 27     |        |
| Abd. | Hugo Marchand     | Aprilia      | Abandon         | 22     |        |
| Abd. | Grégory Leblanc   | Aprilia      | Abandon         | 23     |        |
| Abd. | Arnaud Vincent    | Fantic       | Abandon         | 28     |        |
| Abd. | Chaz Davies       | Aprilia      | Abandon         | 15     |        |
| Abd. | Alex Baldolini    | Aprilia      | Abandon         | 18     |        |
| Abd. | Alvaro Molina     | Aprilia      | Abandon         | 20     |        |
| Abd. | Roberto Locatelli | Aprilia      | Abandon         | 9      |        |

## Classement final 125 cm3
| Pos  | Pilote             | Constructeur | temps/Écart     | Grille | Points |
| ---- | ------------------ | ------------ | --------------- | ------ | ------ |
| 1    | Mika Kallio        | KTM          | 41 min 19 s 431 | 1      | 25     |
| 2    | Hector Faubel      | Aprilia      | +0 s 008        | 4      | 20     |
| 3    | Thomas Lüthi       | Honda        | +2 s 898        | 2      | 16     |
| 4    | Fabrizio Lai       | Honda        | +2 s 940        | 8      | 13     |
| 5    | Manuel Poggiali    | Gilera       | +11 s 276       | 10     | 11     |
| 6    | Tomoyoshi Koyama   | Honda        | +13 s 543       | 16     | 10     |
| 7    | Alvaro Bautista    | Honda        | +13 s 547       | 11     | 9      |
| 8    | Mattia Pasini      | Aprilia      | +14 s 493       | 7      | 8      |
| 9    | Julián Simón       | KTM          | +14 s 710       | 9      | 7      |
| 10   | Marco Simoncelli   | Aprilia      | +15 s 194       | 3      | 6      |
| 11   | Mike Di Meglio     | Honda        | +15 s 208       | 12     | 5      |
| 12   | Pablo Nieto        | Derbi        | +36 s 518       | 14     | 4      |
| 13   | Alexis Masbou      | Honda        | +36 s 858       | 20     | 3      |
| 14   | Toshihisa Kuzuhara | Honda        | +36 s 917       | 15     | 2      |
| 15   | Manuel Hernandez   | Aprilia      | +37 s 025       | 13     | 1      |
| 16   | Aleix Espargaro    | Honda        | +37 s 073       | 17     |        |
| 17   | Jordi Carchano     | Aprilia      | +54 s 909       | 24     |        |
| 18   | Joan Olive         | Aprilia      | +56 s 816       | 18     |        |
| 19   | Michele Pirro      | Malaguti     | +59 s 761       | 22     |        |
| 20   | Sergio Gadea       | Aprilia      | +1 min 01 s 246 | 23     |        |
| 21   | Ángel Rodríguez    | Honda        | +1 min 01 s 344 | 34     |        |
| 22   | Imre Tóth          | Aprilia      | +1 min 04 s 776 | 21     |        |
| 23   | Nicolas Terol      | Derbi        | +1 min 10 s 415 | 25     |        |
| 24   | Raffaele de Rosa   | Aprilia      | +1 min 10 s 515 | 29     |        |
| 25   | Sandro Cortese     | Honda        | +1 min 10 s 677 | 19     |        |
| 26   | Andrea Iannone     | Aprilia      | +1 min 11 s 309 | 28     |        |
| 27   | Federico Sandi     | Honda        | +1 min 11 s 362 | 26     |        |
| 28   | Julian Miralles    | Aprilia      | +1 min 13 s 203 | 27     |        |
| 29   | Dario Giuseppetti  | Aprilia      | +1 min 14 s 968 | 32     |        |
| 30   | Raymond Schouten   | Honda        | +1 min 18 s 257 | 33     |        |
| 31   | Vincent Braillard  | Aprilia      | +1 min 18 s 879 | 30     |        |
| 32   | Patrik Vostarek    | Honda        | +1 tour         | 36     |        |
| Abd. | Lukas Pesek        | Derbi        | Abandon         | 5      |        |
| Abd. | Karel Abraham      | Aprilia      | Abandon         | 35     |        |
| Abd. | Gabor Talmacsi     | KTM          | Abandon         | 6      |        |